# Obchodní dům Prior (Brno)
Obchodní dům Prior (později K-Mart, Tesco, Obchodní centrum Dornych) byla budova, která se nacházela v Brně, v blízkosti hlavního nádraží, na rohu ulic Úzké a Dornychu, ve čtvrti Trnitá, v místě dřívějšího předměstí Náhon. Budova byla otevřena v roce 1984 jako obchodní dům podniku Prior. Navrhli ji architekti Zdeněk Řihák a Zdeněk Sklepek, v 90. letech prošel objekt přestavbou pod vedením Jana Melichara. Budovu měla přibližně podobu kvádru, v přední části protaženou do původního schodiště a novějšího obchodního parteru. V zadní části pak obklopoval kvádr budovy prstenec, který byl tvořen schodišti a nad obchodním centrem kancelářemi. Spodní část byla obložena plechovými dílci vínové barvy, původní blok tmavě hnědou obkladačkou, zbytek tvořil šedavý betonový obklad, nebo skleněné prvky. 16. listopadu 2024 se naposledy otevřel pro prohlídku veřejnosti, v lednu 2025 začala jeho demolice. V polovině března 2025 byla většina budovy již plně zdemolována.

## Historie

### Nové centrum Brna
Během poloviny 60. let dva brněnští architekti Ivan Ruller a Zdeněk Řihák začali pracovat na jednom z možných návrhů nového brněnského regionálního centra, tehdy ještě pod dohledem Státního projektového ústavu Brno a Útvaru hlavního architekta. Spolupracovali s nimi i Milan Záhorský, Stanislav Prokeš a Jan Říha. Nové regionální centrum mělo nahradit historické jádro města. To už nevyhovovalo tehdejším nárokům pro obchod. Navíc byla jeho infrastruktura přetížena automobilovou dopravou. Návrh rozšířil stávající město jižním směrem a mělo se zastavět i nákladové nádraží před hotelem Grand a železnicí ve směru k budovám bývalé továrny Friedriecha Wanniecka (dnešní Galerie Vaňkovka).    
Koncem 60. let to vypadalo, že se začne se stavbou, jelikož bylo získáno povolení, avšak realizaci zabránila okupace Československa vojsky Varšavské smlouvy. K realizaci nového centra již nedošlo a původní plán byl redukován pouze na jedno obchodní centrum.

### Obchodní dům Prior
Vzhledem k nedostatečné kapacitě prodejních míst v centru, mohli přistoupit architekti Zdeněk Řihák a Zdeněk Sklepek v roce 1975 k návrhu nové podoby obchodního domu. Objekt byl umístěn do blízkosti hlavního vlakového nádraží. Stavět se začalo v roce 1980, přičemž po čtyřech letech, konkrétně 30. listopadu 1984, byl obchodní dům Prior slavnostně otevřen. Aby nemuseli pěší obcházet celé nádraží byl postaven podchod vedoucí od obchodního domu pod nádražím směrem do města. Je z něho možné vystoupit na tramvajovou zastávku Hlavní nádraží, končí však až v ulici Josefská. Jeho autorem je architekt Otakar Maděra.

### Poslední úpravy
Poslední úpravou prošel dům v 90. letech 20. století. Jan Melichar navrhl jeho částečnou adaptaci na tehdejší potřeby. Vznikla tak ocelová přístavba charakteristická svou vínovou barvou, která rozšířila obchodní prostory.

### Demolice
V roce 2017 koupila tehdejší obchodní dům Tesco developerská skupina Crestyl. Jak se ukázalo, cílem bylo budovu zbourat a na jejím místě vystavět nové centrum s byty, obchody a kancelářemi. V dubnu 2021 požádal investor o demolici.[zdroj⁠?!] Demolice stavby začala v lednu 2025 s předpokladem trvání čtyř měsíců.
Nové multifunkční centrum Dornych, nabízející maloobchodní, kancelářské a rezidenční plochy, by mělo vzniknout do roku 2027.

## Popis

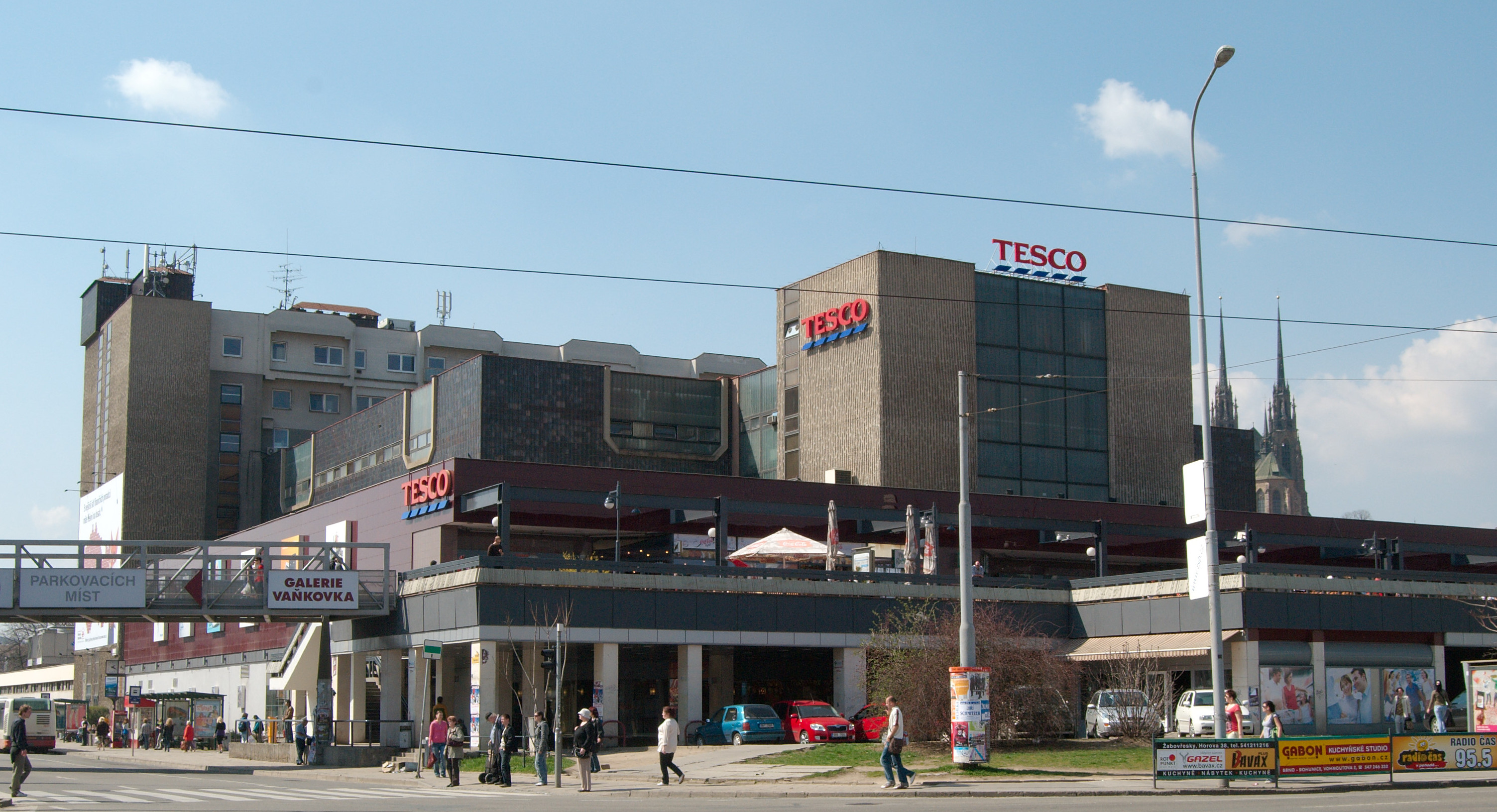
Nákupní centrum zepředu, bez zakrytí plachtou

Jednalo se o šestipatrovou budovu na obdélném půdorysu, která byla tvořena několika výškově nestejnými částmi. Nejvyšší byl prstenec obklopující hlavní kvádr objektu z 80. let 20. století, ve kterém byla po stranách schodiště a nad hlavní částí obchodní domu se nacházela tři patra kanceláří. O tři patra nižší se pak nacházel objekt původní stavby. V prvním a druhém poschodí se nacházely obchody, třetí poschodí bylo nepřístupné a původně zde byly prostory pro učně, kteří se učili a pracovali v provozu. Tato část měla tvar kvádru s krčkem vedoucím ke schodišťové věži ve směru ulice Dornych. Nejnovější část obchodní domu z 90. let byla v prvním patře a plošně obklopovala původní kvádr a schodiště. Vycházel od schodišťové věže nesoucí kancelářské přemostění, obklopoval samotnou obchodní část objektu, krček ke schodišti, samotné schodiště a vracel se kolem severní strany, kde byl však ukončen na začátku hlavního bloku. Mezi tímto ukončením a schodištěm severní strany byl pak volný prostor – terasa. V přízemí objektu se pak v západní části nacházel dvůr a prostor pro manipulaci se zbožím, částečně vystupující až za samotný kvádr hlavní části – na obrácené straně, tedy východní byl protažen v pochozí verandu na kterou je vytažen hlavní proud lidí směřujících buď z centra, nebo z obchodního centra Vaňkovka. Vedle provozní části se v přízemí nachází i samoobsluha.
Zvláštní kapitolu tvoří zdvižení přístupu do obchodního domu do prvního patra, které souvisí s původním konceptem nového městského centra, které plánovalo vyzdvihnout terén pro pěší o patro a dopravu vést v koridorech pod ním. Návštěvníci přicházející z centra, tak musí po opuštění podchodu pod Hlavním nádraží vyjet eskalátory, nebo vystoupat na piazzetu před hlavním vstupem do obchodního domu. Z druhé strany je schodiště a lávka spojující OC Dornych s OC Vaňkovka. 

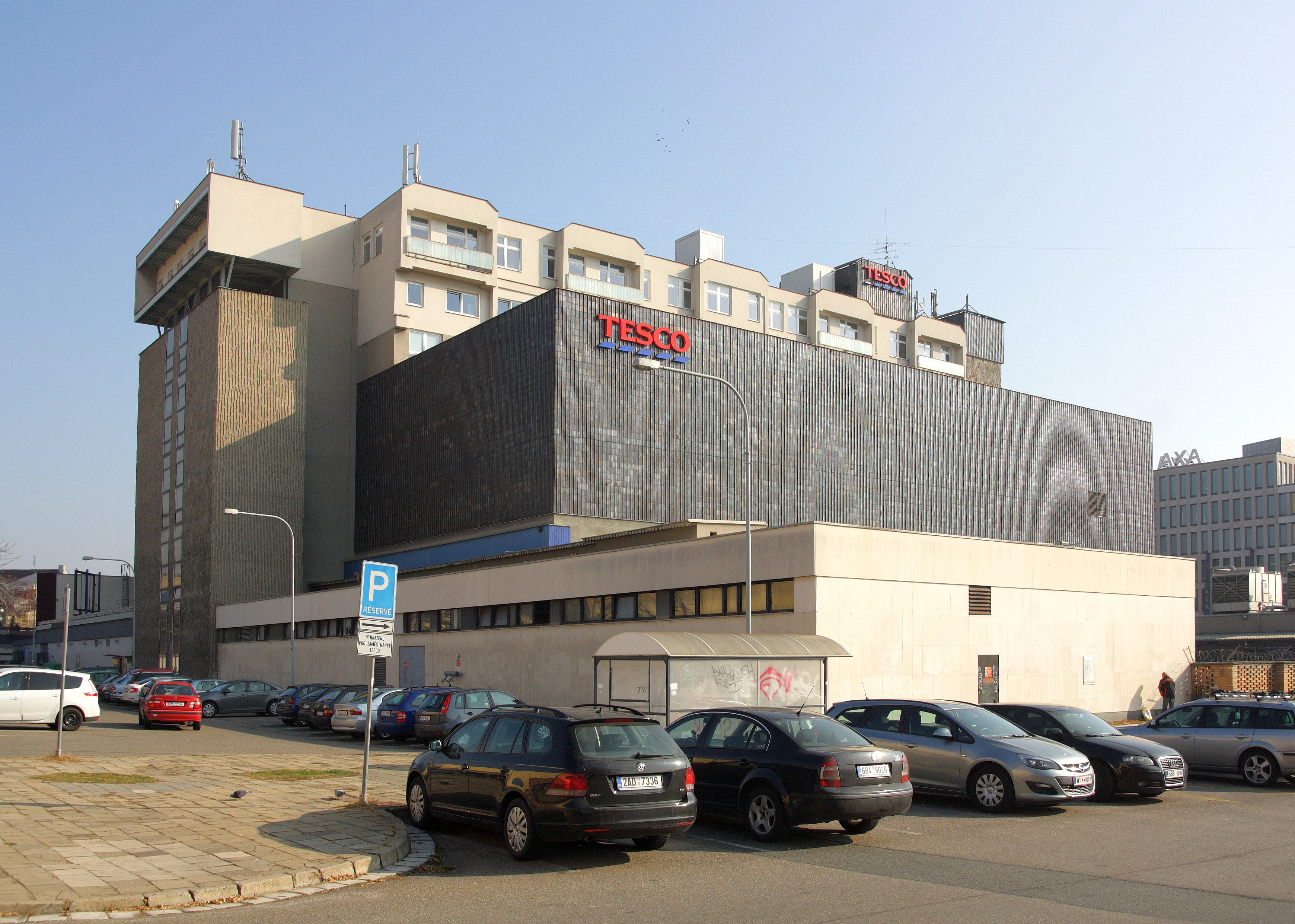
Pohled zezadu

Fasády domu jsou buď pouze omítlé a natřené bílou barvu, nebo pokryté dekorativním obkladem. Přízemí a část s kancelářemi je pouze natřená na bílo. Všechny tři schodišťové věže jsou obloženy čtvercovými cementovými dílci, které jsou dekorovány vertikálními zářezy patrnými i zdálky. Hlavní blok obchodní centra je pokryt tmavěhnědou vertikálně vrubovanou obkladačkou a nejnovější přízemní část je pak obložena čtvercovými dílci vínové barvy. Hlavní schodiště je prosvětleno copilitem, který pokrývá celý krk spojující schodiště s hlavním objektem, a dále se nachází ve třetím poschodí hlavní části v místech, kde je fasáda prolomena vystouplými betonovými liniemi ve tvaru písmene U. Dvě z nich se nachází směrem na jih a jsou spojeny linií menších oken. Třetí je pak východním směrem na jižní straně. Schodiště spojující všechna patra jsou osvětlena zvenku vertikálním dvouřadím čtvercových oken, skel s ochranou fólií proti slunci, které jsou zasazeny v hliníkových rámech.
Původní vyvýšené pochozí plochy východním směrem jsou ohraničené kovovým zábradlím, na kterém jsou přichyceny betonové dekorativní dílce od sochaře Milana Buřivala. Do této pochozí části jsou nově předsazeny i ocelové nosníky ve tvaru písmene I nesoucí nově vybudovaný obchodní parter.

## Galerie

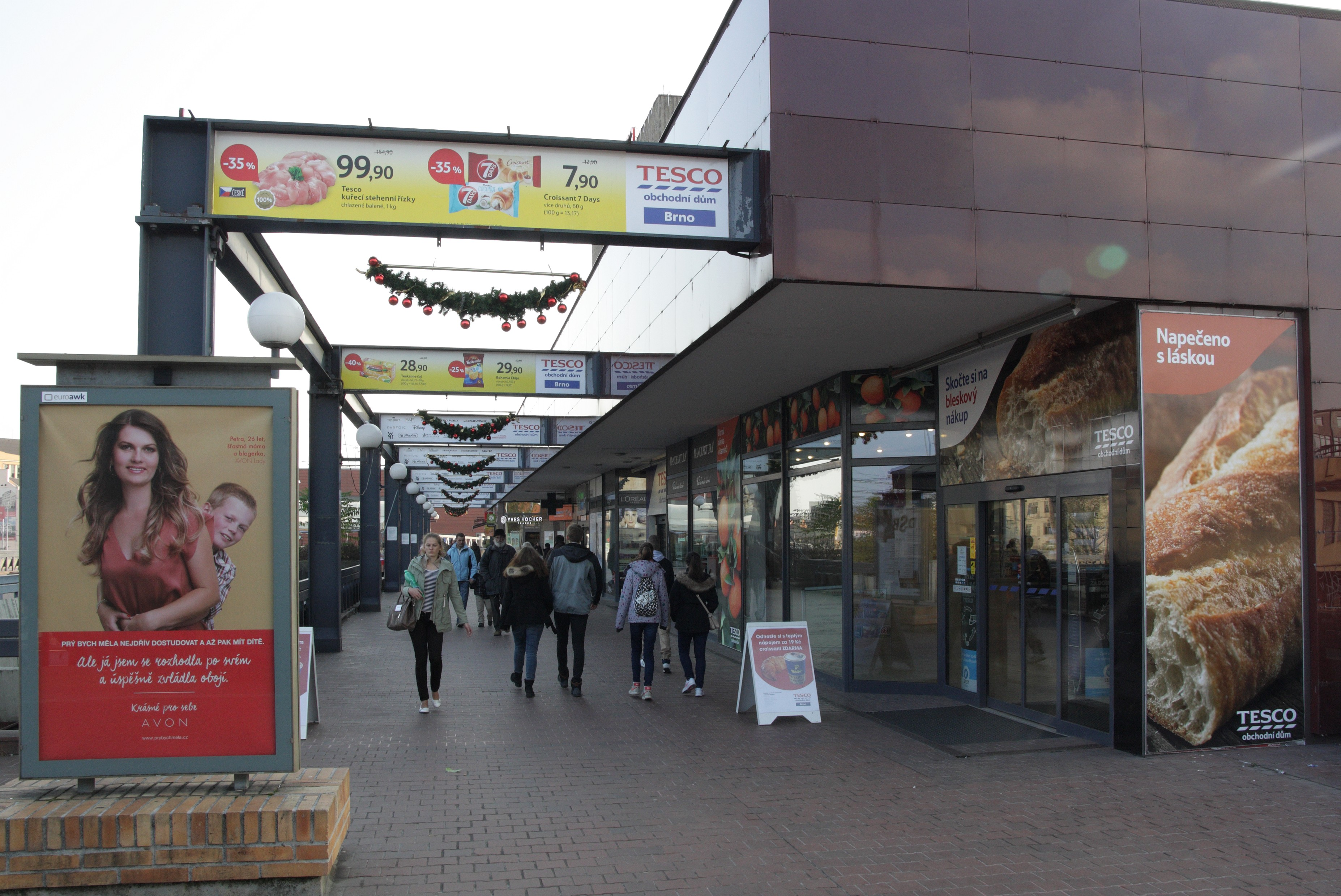
Novější část z 90. let
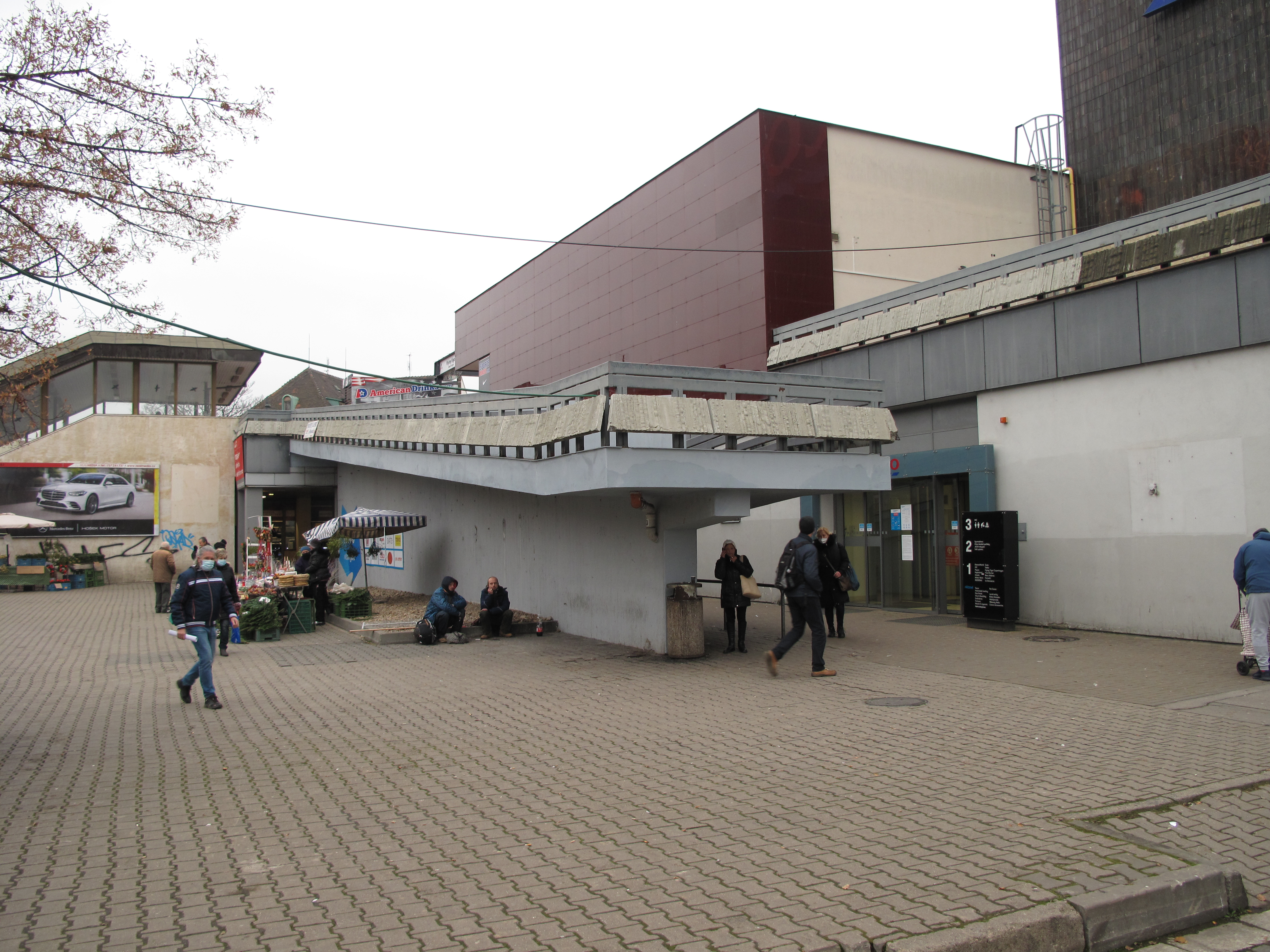
Pohled ze severu na bezbariérovou rampu s betonovým obkladem zábradlí
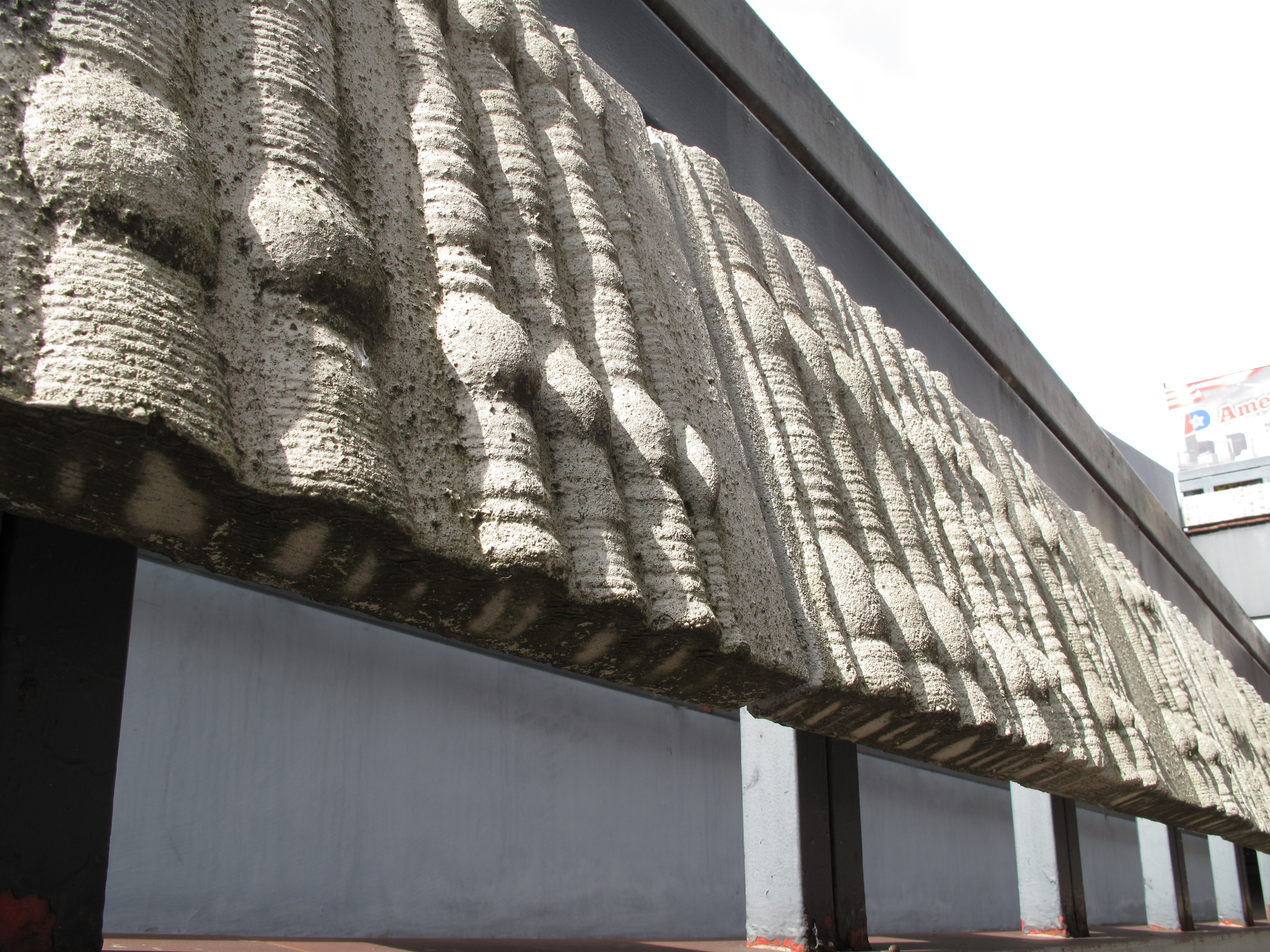
Detail betonového obkladu od Milana Buřivala
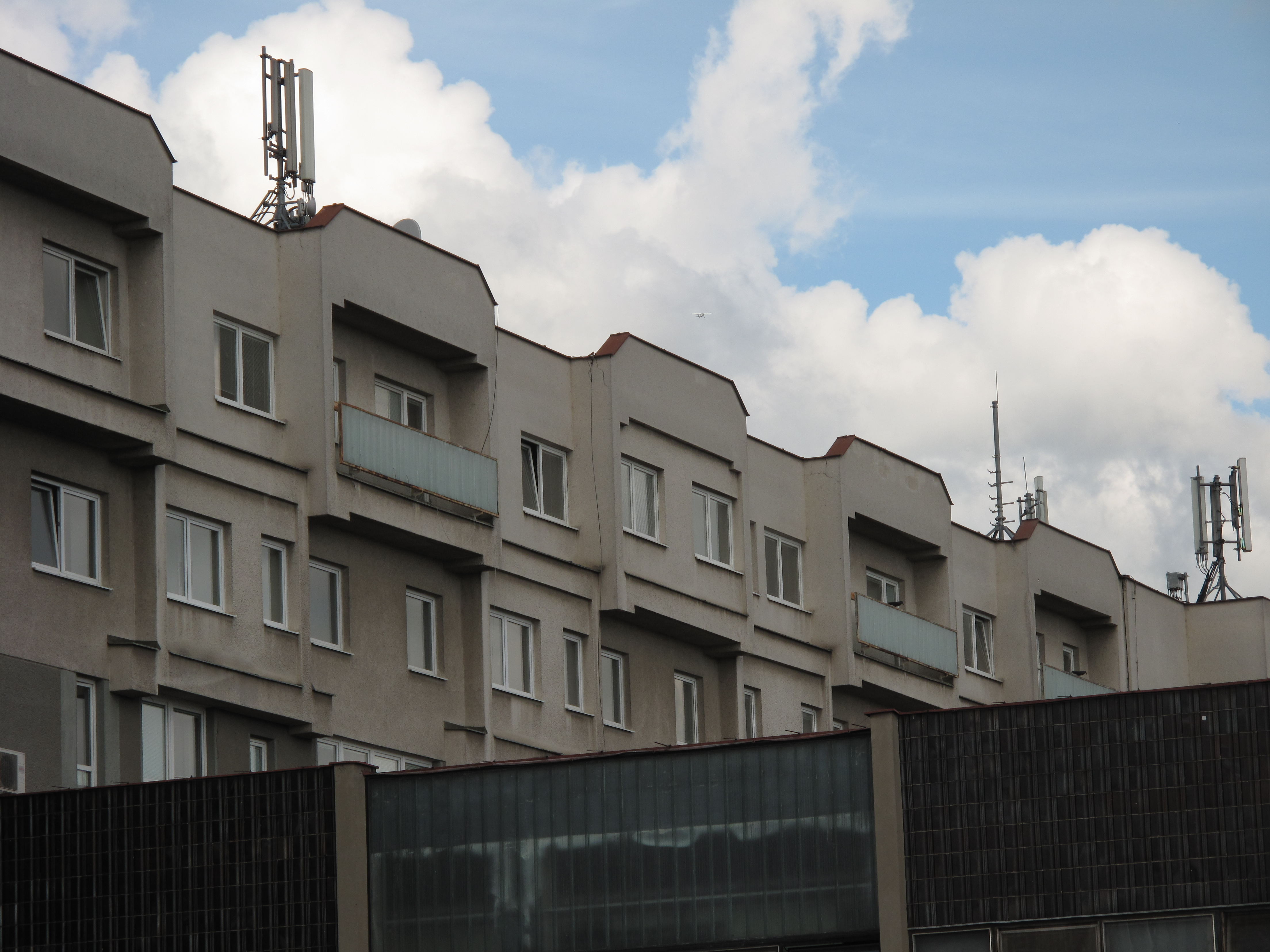
Detail kanceláří v prstencovém obvodu
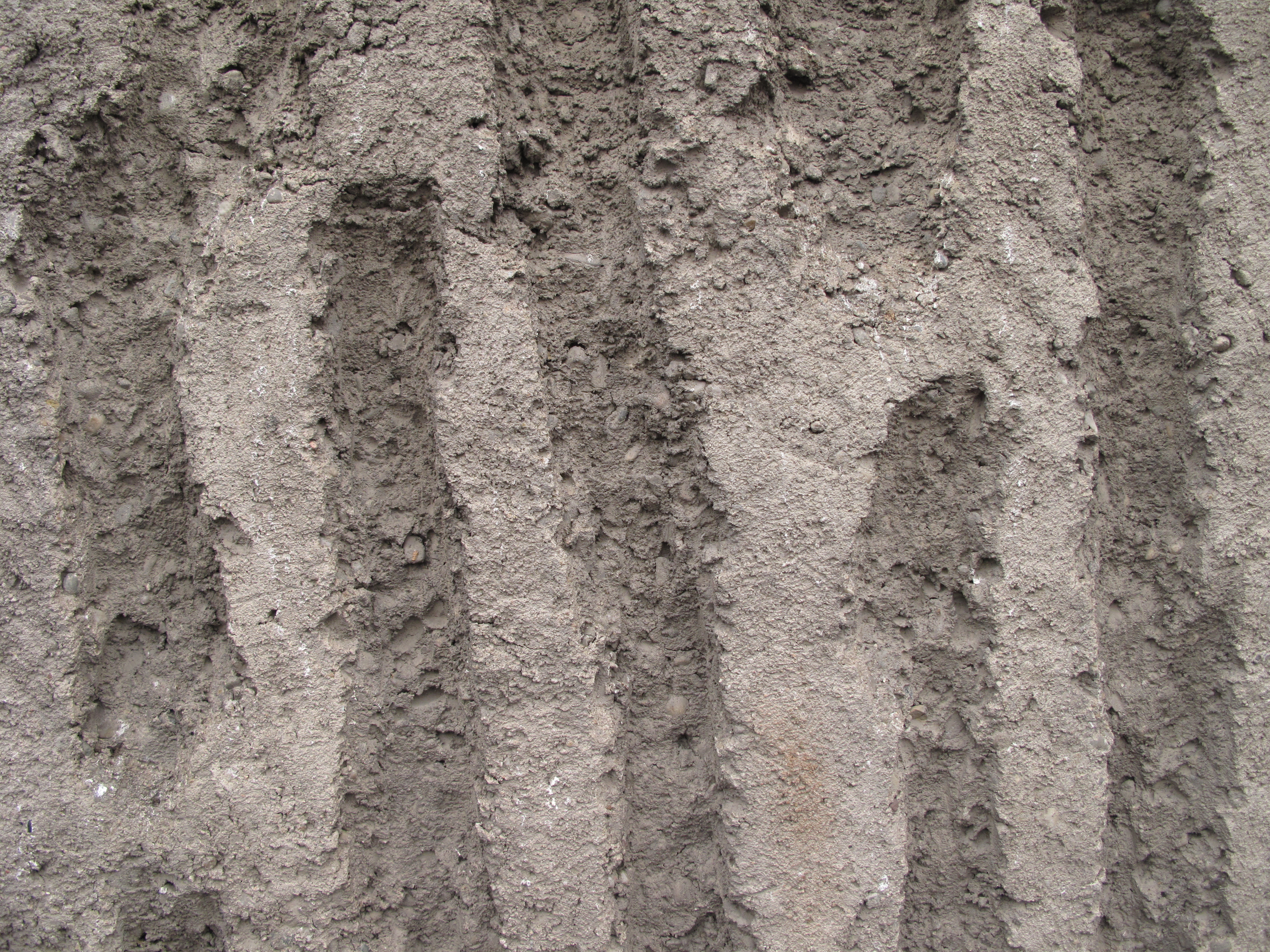
Vrypy v cementovém obkladu schodišťových partií
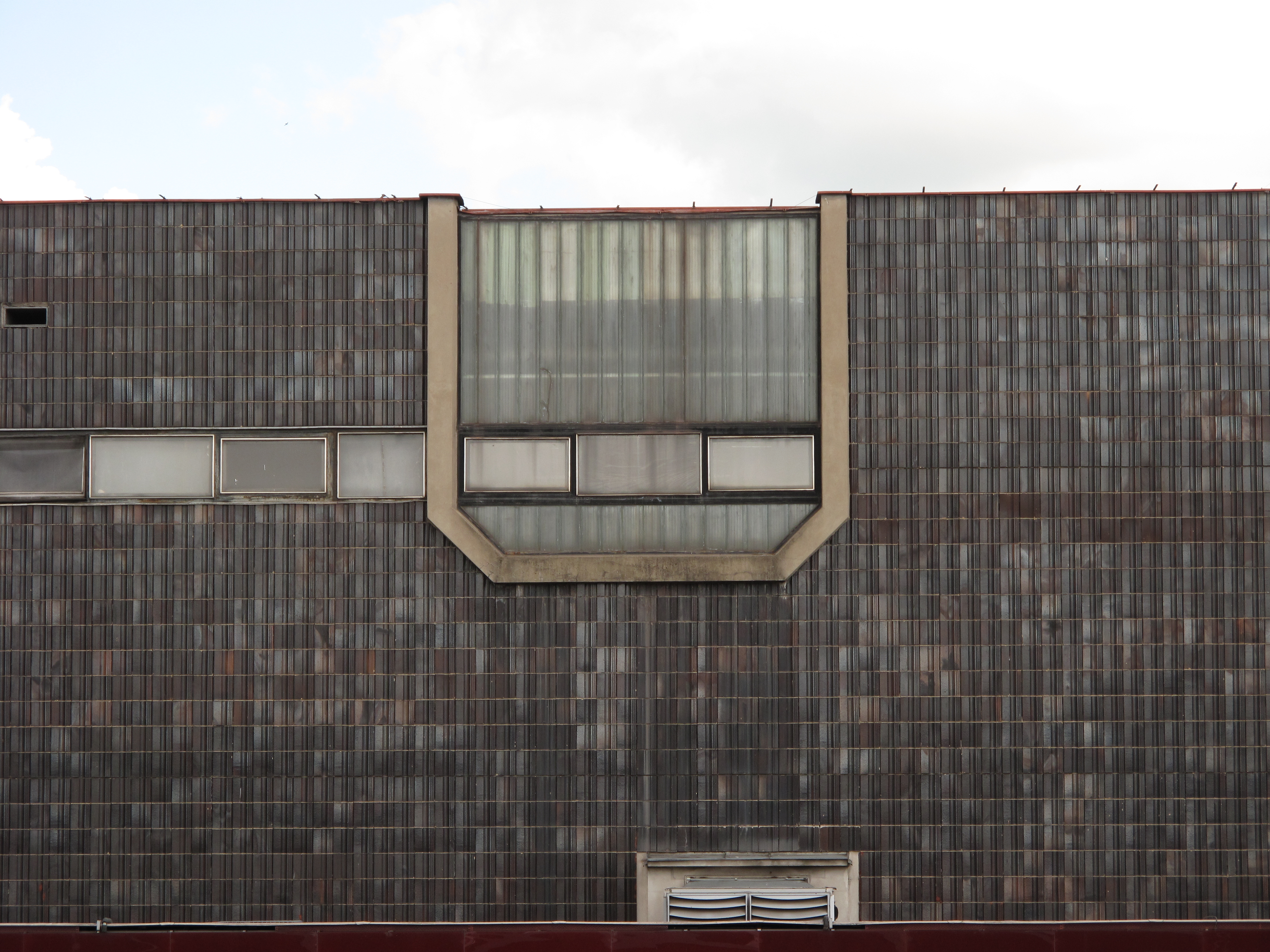
Keramický obklad fasády se sadou oken
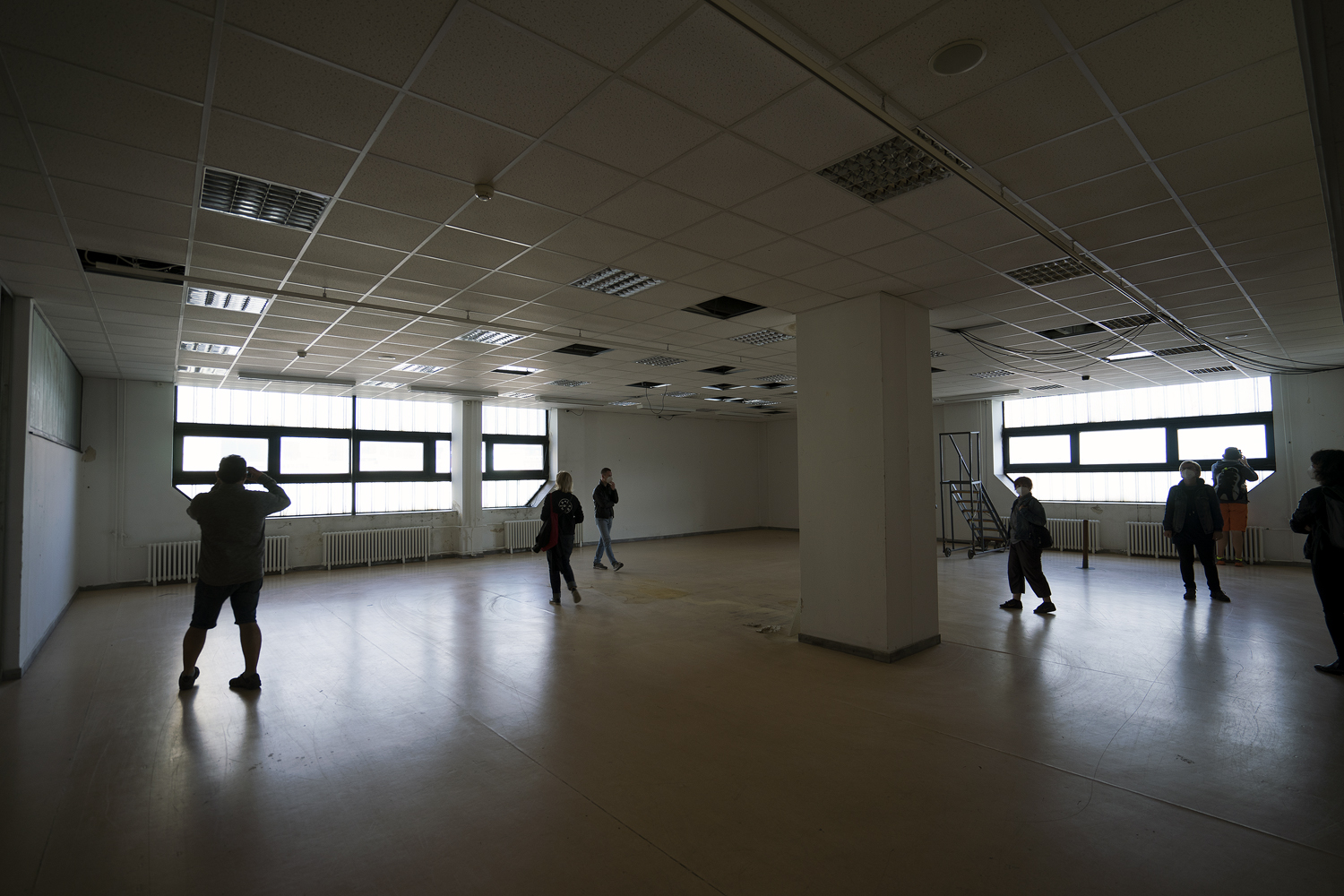
Vnitřní část s kapsovitými okny
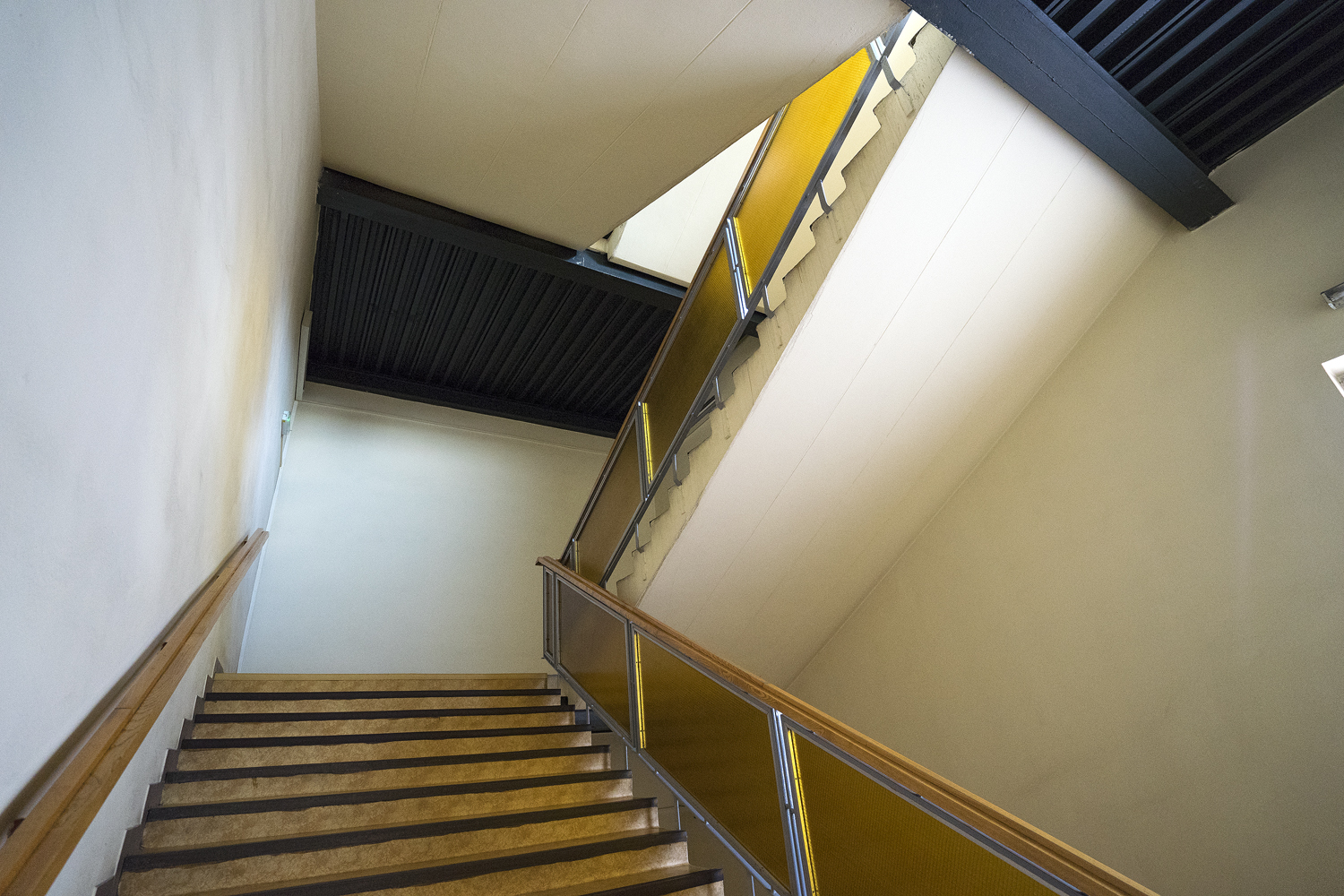
Postranní schodiště uvnitř obchodního domu
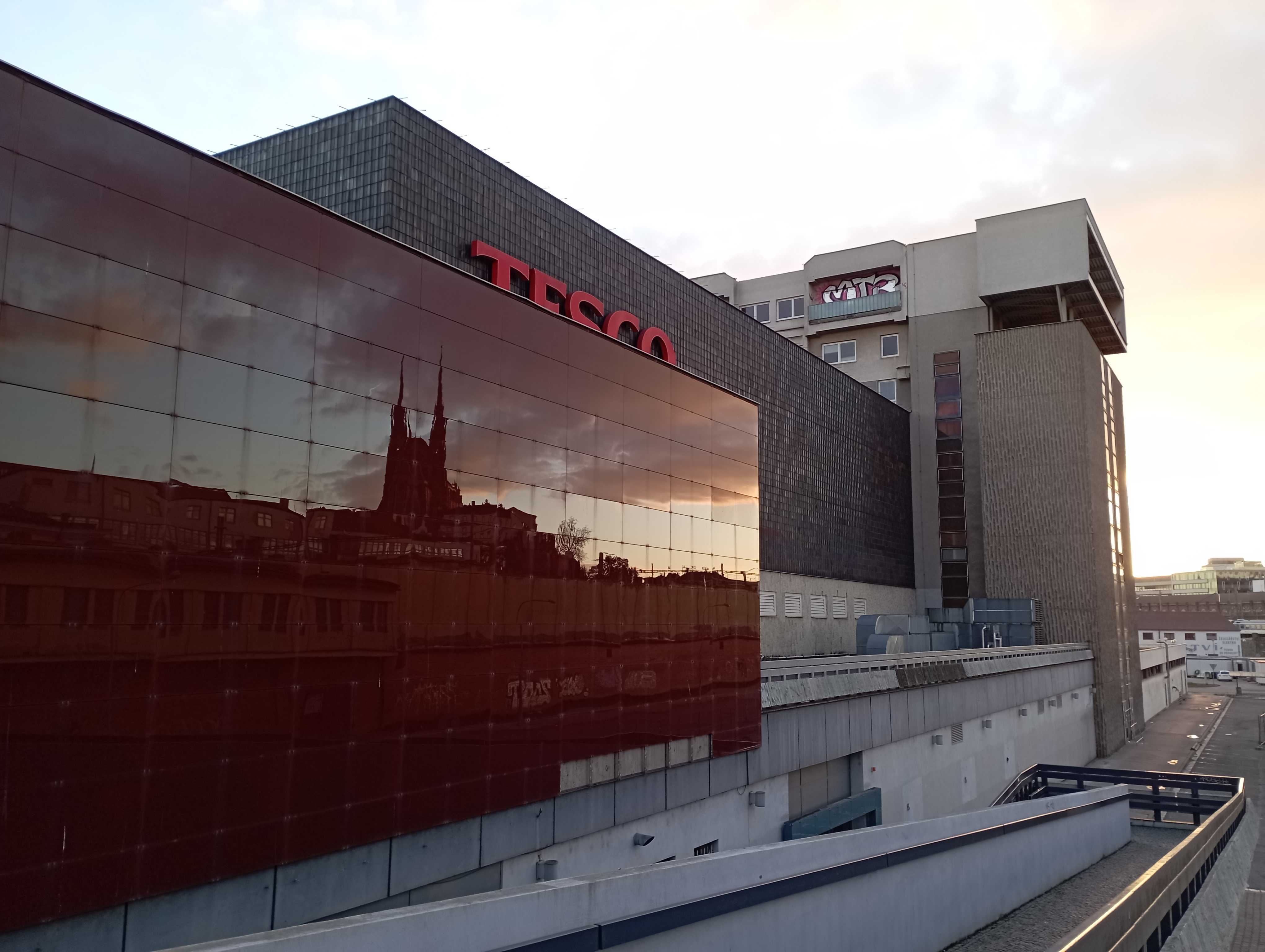
Katedrála na Petrově zrcadlící se na odrazné ploše obchodního domu
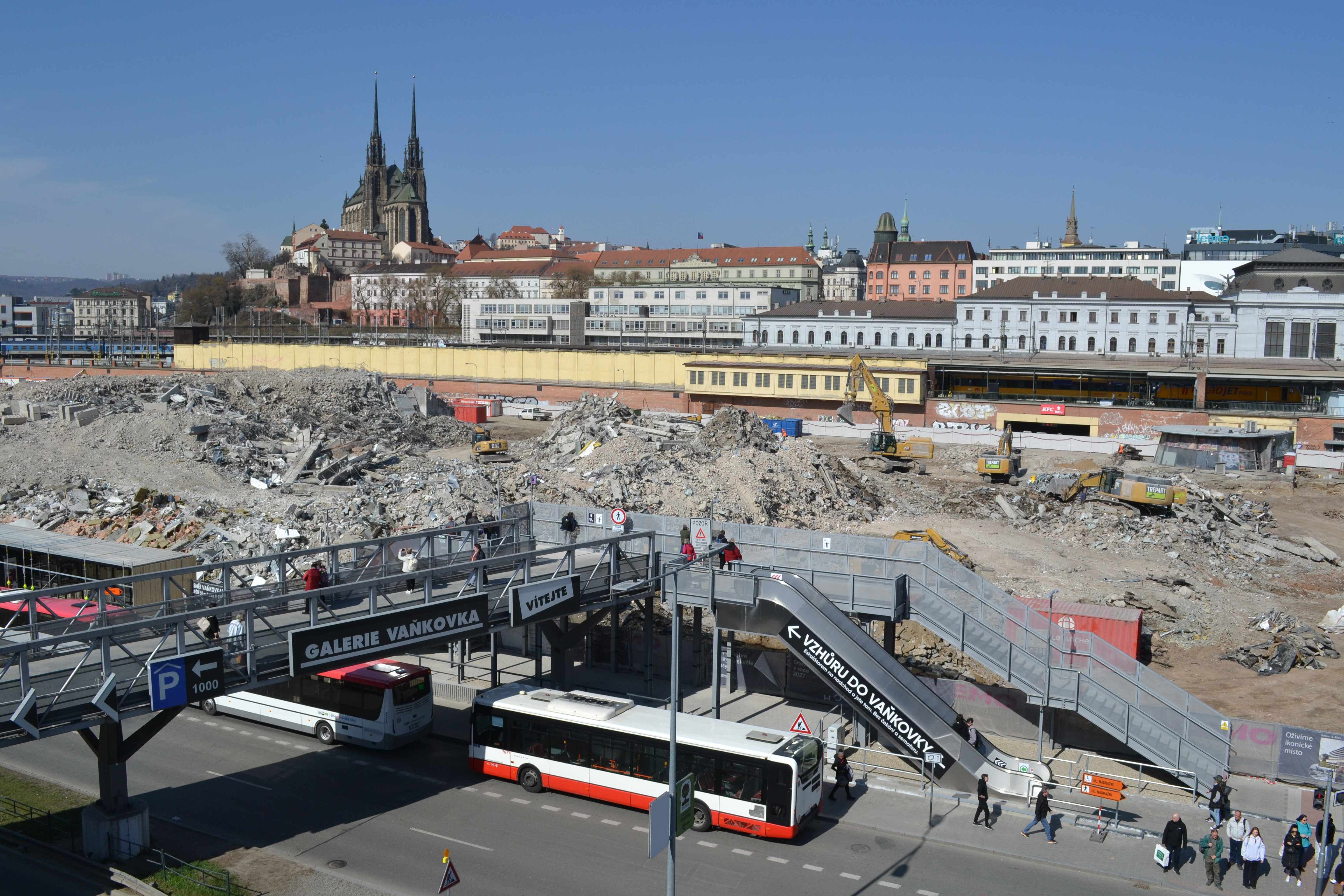
Zbořený obchodní dům, březen 2025